# Шакенов, Кенжибек Шакенович
Кенжибек Шакенович Шакенов (22 февраля 1924, рудник «Боко», Жарминский район, Восточно-Казахстанская область, Казакская АССР, РСФСР, СССР — 30 декабря 2001, Алма-Ата, Казахстан) — майор Советской Армии, Герой Советского Союза (1944). Во время Великой Отечественной войны автоматчик 184-го гвардейского стрелкового полка, 62-я гвардейская стрелковая дивизия, 37-я армия, Степной фронт.

## Биография
Родился 22 февраля 1924 года на руднике «Боко», ныне Жарминского района Восточно-Казахстанской области, в семье рабочего. Член КПСС с 1945 года. Окончил десять классов средней школы и курсы горных мастеров. Работал мастером на руднике «Боко».
Призван в Красную Армию в 1942 году, в действующей армии с августа 1943 года.
28 сентября 1943 года в числе первых переплыл реку Днепр в районе села Мишурин Рог (Днепропетровская область). В бою на плацдарме уничтожил несколько солдат и офицеров, три пулемёта противника.
Указом Президиума Верховного Совета СССР от 22 февраля 1944 года гвардии красноармейцу Шакенову Кенжибеку Шакеновичу присвоено звание Героя Советского Союза с вручением ордена Ленина и медали «Золотая Звезда».
В 1946 году демобилизован в звании майора. Был директором Семипалатинского финансово-экономического техникума.
Последние годы жил в городе Алма-Ата. Скончался от тяжёлой болезни 30 декабря 2001 года, похоронен на Центральном кладбище Алматы.

## Из наградного листа. Краткое изложение личного боевого подвига
Во время форсирования реки Днепр, в бою за овладение плацдармом на правом берегу товарищ Шакенов со своим ручным пулемётом первый выдвинулся вперёд и метким огнём уничтожил 30 немецких солдат и офицеров, два ручных пулемётов с расчётом. Этим самым он обеспечил успешное продвижение нашей пехоты.
Будучи 5 октября 1943 года в боевом охранении со своим отделением, Шакенов успешно отразил 3 атаки противника, лично уничтожив до 17 солдат и офицеров и крупнокалиберный пулемёт.

## Форсирование Днепра
По воспоминаниям самого Шакенова Кенжибека, 21 сентября 1943 года 184 гвардейский стрелковый полк получил боеприпасы и выдвинулся к Днепру, преодолев 307 километров за неделю.
28 сентября в составе четвёртой роты на резиновых лодках (в каждой по 16 человек) начал форсирование Днепра, доплыв до середины реки попал под беглый артиллерийский огонь. Примерно в ста метрах от берега осколки снаряда пробили лодку, которая быстро затонула, но переправа продолжилась ввиду того, что глубина в том месте была человеку по грудь.
На берег возле города Мишурин Рог вышло 50 человек, Кенжибек установил пулемёт и приготовился к бою. Во время атаки немцев открыл огонь по неприятелю, отбив в итоге три контратаки, а за это время полк полностью переправился на правый берег Днепра.
Утром 29 сентября полк перешёл в наступление, которому помешал крупнокалиберный пулемёт неприятеля, удачно расположенный на высоте. Расчёт Шакенова пополз вперёд, подавил огневую точку противника, позволив однополчанам перейти атаку, и вёл огонь с фланга по отступающей немецкой пехоте.
В этот же день подразделение Шакенова освободило крупный населённый пункт Мишурин Рог. Утром следующего дня немцы подтянули резервы и окружили штаб полка, расположенный в овраге. В атаку пошли пять немецких танков «Тигр». Первый, ведущий танк противника, начал обстрел позиции советских войск, был убит командир взвода и боец. Шакенов с двумя товарищами залёг у выхода из оврага, и гранатами подорвал ближайший вражеский танк. Другие 4 танка неожиданно повернули обратно, атаки на штаб полка после потери танка больше не повторялись. Все бойцы вместе со штабом полка без потерь вышли из окружения, захватив 15 пленных.